# Acaciacoris xerophilus
Acaciacoris xerophilus är en insektsart som först beskrevs av Schaffner 1967.  Acaciacoris xerophilus ingår i släktet Acaciacoris och familjen ängsskinnbaggar. Inga underarter finns listade i Catalogue of Life.